# ميخائيل كوشكين
ميخائيل إليتش كوشكن (3 ديسمبر 1898 - 26 سبتمبر 1940) كان مصمم دبابات سوفيتيًّا، كبير مصممي الدبابة الشهيرة تي-34، وهي الدبابة التي صُنع منها أكبر عدد من الوحدات في الحرب العالمية الثانية. كان جنديًّا في الجيش الإمبراطوري الروسي في الحرب العالمية الأولى. بدأ حياته المهنية بالعمل في مصنع للحلوى، ثم درس الهندسة لاحقًا.
في 1937، أسند إليه الجيش الأحمر إدارة مكتب التصميم 190 وتصميم بديل للدبابة بي تي في مصنع آليات كومنترن خاركيف في مدينة خاركيف. تصور ميخائيل كوشكن دبابة تي-34 بعدما اتضحت عيوب الدبابة بي تي في الحرب الأهلية الإسبانية؛ إذ كانت غير مدرعة جيدًا وتحدث بها حرائق تصيب طاقمها.
قال كوشكن أنه سمى الدبابة تي-34 بهذا الاسم لأن فكرتها جاءته في 1934. بعدما رفض الجيش السوفيتي تصميمه في البداية، عمل كوشكن بصفة خاصة على تجميع نموذج قابل للاختبار يمكنه تطويره في المساء بعد عمله على تطويرات دبابة بي تي.
توفي في 1940 بالالتهاب الرئوي.
بعد وفاته مُنح جائزة ستالين الحكومية في 1942، ووسام النجمة الحمراء. وفي 1990 قبل تفكك الاتحاد السوفيتي بقليل، مُنح كوشكن أعلى وسام مدني سوفيتي، وهو بطل العمل الاشتراكي.
في الإعلام، حكى فيلم «الدبابات» الروسي الصادر في 2018 قصة اختبارات الدبابة تي–34، وشارك الممثل أندري ميرزليكن بشخصية كوشكن.

## الاستشهادات
1. ↑  Ю. С. Осипов (ed.), Большая российская энциклопедия | КО́ШКИН (بالروسية), Москва: Большая российская энциклопедия, QID:Q1768199
2. ↑  Panther Vs T-34: Ukraine 1943 By Robert Forczyk, Osprey Publishing, 2007, (ردمك 1-84603-149-4), (ردمك 978-1-84603-149-6), on Google Books نسخة محفوظة 5 يوليو 2014 على موقع واي باك مشين. [وصلة مكسورة]
3. ↑  "عرض فيلم "الدبابات" الروسي في قاعدة "حميميم"". آر تي. مؤرشف من الأصل في 2019-11-15. اطلع عليه بتاريخ 2019-11-15.